# 乔吉
乔吉（1280年—1345年），又名乔吉甫，字梦符，号笙鹤翁，又号惺惺道人，山西太原人，寓居杭州，元朝杂剧（元曲）家、散曲作家。
與張可久並稱“曲中雙璧”、「曲中李杜」。

## 作品風格
處元社會，出仕不易，作品多流露對現狀的不滿。題材以寄情山水、聲色詩酒、客居異鄉、貧困生活為主。名作有《【越调】天淨沙·即事》。

## 自評
【正宮】綠幺遍
「不佔龍頭選，不入名賢傳。時時酒聖，處處詩禪，煙霞狀元，江湖醉仙，笑談便是編修院。留連，批風抹月四十年。」

## 著作
- 專集：《文湖州集詞》、《喬夢符小令》、《梦符散曲》
- 雜劇：《扬州梦》、《两世姻缘》和《金钱记》(今現存者)